# Società svizzera di cartografia
La Società svizzera di cartografia (SSC) è un’associazione di professionisti del settore e di appassionati di cartografia. La SSC costituisce un’associazione ai sensi del diritto civile svizzero. La SSC è stata fondata a Berna il 22 marzo 1969 e ha sede a Neuchâtel. 

## Scopo
La SSC si occupa della promozione della cartografia pratica e teorica e della formazione dei relativi specialisti. Essa diffonde sapere e nuove conoscenze nei campi della produzione, dell’utilizzo e della storia delle carte e della cartografia. Promuove inoltre lo scambio di esperienze e conoscenze tra gli esperti e le istituzioni del settore sia in Svizzera che all’estero. Si impegna altresì per un dialogo interno alla società e per un rapido scambio di informazioni.

## Attività
La SSC organizza due volte all’anno un’assemblea dei soci in combinazione con un tema specifico della disciplina. Allo stesso tempo organizza workshop, corsi di perfezionamento professionale e visite ad aziende ed esposizioni. La SSC pubblica un foglio informativo ogni due mesi, manuali e rapporti nazionali sulla cartografia. Crea inoltre gruppi di lavoro su temi cartografici e mantiene contatti con diverse organizzazioni. La SSC è il rappresentante ufficiale della Svizzera all’interno dell’associazione internazionale di cartografia (International Cartographic Association, ICA). Prende parte a gruppi di lavoro dell’ICA, definisce le linee guida per la formazione degli apprendisti e distribuisce ai propri membri sei volte all’anno la rivista «Kartografische Nachrichten».

## Prix Carto

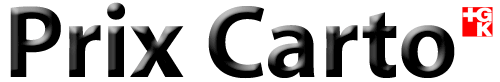
Logo del Prix Carto

Con il premio all’innovazione Prix Carto, la SSC onora un prodotto cartografico che si distingue dall’insieme di opere simili per innovazione e originalità. Sono ammessi al concorso tutti i prodotti cartografici con un riferimento alla Svizzera o pubblicati da candidati residenti in Svizzera. La pubblicazione dei prodotti deve avvenire nell’anno corrente o in quello precedente. Il premio viene assegnato in tre diverse categorie:  
- Prix Carto – print (prodotti stampati)
- Prix Carto – digital (nuovi media), dal 2013
- Prix Carto – start (promozione delle nuove leve), dal 2015

Finora i vincitori sono stati: 
- 2017 categoria miglior prodotto stampato: Taktiler Atlas der Schweiz, Anna Vetter, Esri Suisse. categoria miglior prodotto digitale: OpenMapTiles, Petr Pridal, Klokan Technologies GmbH. categoria miglior prodotto promozione delle nuove leve: Augmented Reality App Swissarena, Michael Zwick, FHNW Muttenz.
- 2015 categoria miglior prodotto stampato: Mera Peak / Island Peak-Karte, Climbing-Map GmbH. categoria miglior prodotto digitale: ThematicMapper, OCAD AG. categoria miglior prodotto promozione delle nuove leve: Individuelles Reisen entlang der Transsibirischen Eisenbahn, Fabian Ringli und Pascal Tschudi.
- 2013 categoria miglior prodotto stampato: Atlas des Schweizerischen Nationalparks – die ersten 100 Jahre, Haupt Verlag. categoria miglior prodotto digitale: Politischer Atlas der Schweiz 1866-2012, Bundesamt für Statistik und Gaja Maps GmbH.
- 2011 per il prodotto Schweizer Weltatlas interaktiv, Institut für Kartografie und Geoinformation, ETH Zürich.
- 2009 per il prodotto Swiss Map Mobile 2009 iPhone Edition, Bundesamt für Landestopgrafie swisstopo e Andreas Garzotto GmbH, Reto Künzler e Andreas Garzotto.
- 2007 per il prodotto Exkursionsführer HADES des Hydrologischen Atlas der Schweiz, Geografisches Institut der Universität Bern.
- 2006 per il prodotto Demographische Umgebungsanalyse der Bevölkerungsstruktur im Kanton Zürich, Statistisches Amt des Kantons Zürich und GIS-Zentrum Zürich.